# Heinrich Fabricius (Weihbischof)

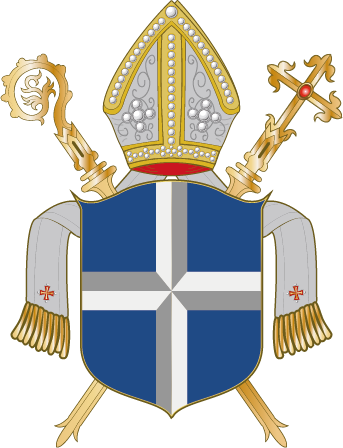
Wappen des Bistums Speyer

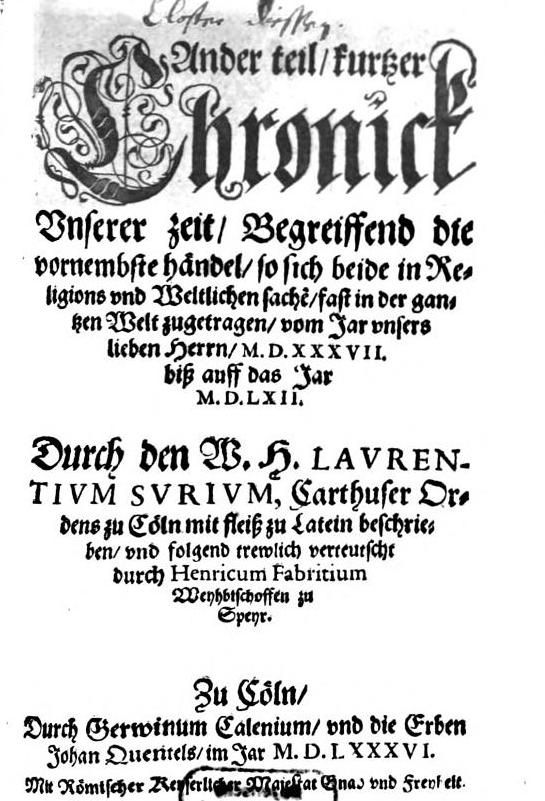
Titelblatt der Surius-Chronik, Auflage 1586, mit Übersetzerangabe: Heinrich Fabricius, Weihbischof zu Speyer

Heinrich Fabricius (* um 1520 in Aachen; † 1595) war ein geistlicher Schriftsteller der Gegenreformation und Weihbischof in Speyer und Titularbischof von Daulia.

## Leben und Wirken
Heinrich Fabricius stammte aus Aachen. Er war ursprünglich Kartäusermönch in Köln, musste das strenge Kloster aber aus gesundheitlichen Gründen wieder verlassen. In der Kölner Kartause lebte auch der Konvertit Laurentius Surius, der wiederum den Hl. Petrus Canisius persönlich kannte. Heinrich Fabricius war mit Surius befreundet und kam über ihn offenbar auch in Kontakt zu Canisius. Er betätigte sich rege als geistlicher Schriftsteller und übersetzte bzw. publizierte sowohl Schriften von Laurentius Surius als auch von Petrus Canisius. 1576 verausgabte er die erste deutsche Übersetzung des 3-bändigen Surius-Werkes Kurtze Chronick oder Beschreibung der vornembsten Händel so sich beide in Religions und Weltlichen Sachen fast in der gantzen Welt zugetragen. Auf den Titelblättern bzw. im Vorwort erscheint Fabricius 1576 noch als Kartäuser aus Aachen, in einer Folgeauflage von 1586 als Weihbischof zu Speyer und er widmete die Arbeit Herzog Albrecht V. von Bayern, einem eifrigen Vertreter der Gegenreformation. Im Vorwort des 1. Bandes schreibt er u. a.:

„...Und weil dieselbig Catholische Chronick jetzo etlich mall zu Latein gedtruckt und mit sonderlicher frewd von vielen erkaufft und gelesen worden, habens viel frommer leuth für gut angesehen, damit dem einfaltigen mann, so der Latinischen Sprach unerfahren auch nützbarlich dadurch geholfen würd, dieselbig Chronick auch in gemeyner Sprach der teutschen Gemeynd mitzutheilen, der gentzlichen Zuversicht es solle dieselbig in teutsch obergesetzt groß gut bey vielen leuthen unsers lieben vatterlands Teutscher Nation wircken. Weil man dann derhalben fast viele ersucht und aber niemand in der eil bekommen können, so diese arbeit auff sich wollen legen, ist es zuletzt auch von mir begert worden. Und wiewol ich der geringste und ungeschickste in diesem fall, dennoch damit solch gut werck deßhalb nicht hinderbliebe, hab ichs Gott zu Lob und der gantzen Gemeynd Teutscher Nation zu gutem, soviel mir nach meiner geringheit möglich gewesen, durch hilff und gnad des Allmechtigen Gottes zu end bracht. Da ich nun nach altem gebrauch einen Patronum dieser meiner arbeit gesucht, habe ich dazu Euere Fürstlich Gnaden erwehlt, sintemal Euer Fürstliche Gnaden der alten wahren Catholischen und Apostolischen Religion ein sonderlicher erhalter, handhaber und verfechter ist. ...“

1570 gab Fabricius auch die Übersetzung des großen Katechismus von Petrus Canisius heraus.
Unter dem Speyerer Fürstbischof Marquard von Hattstein berief man Fabricius 1574, als Nachfolger des verstorbenen Matthias Ob, zum dortigen Weihbischof; gleichzeitig amtierte er als Kanoniker (Sextpräbendar) und Pfarrer (Kreuzaltar) am Speyerer Dom. Die Urkunden bezüglich des Amtes als Weihbischof gingen am 17. Dezember 1574 zur Konfirmation nach Rom ab. Hattstein selbst war in religiöser Hinsicht zwar eher farblos, sein weithin bekannter Domdekan Andreas von Oberstein setzte jedoch eine rege Reformtätigkeit im Sinne des Konzils von Trient in Bewegung, die vom neuen Fürstbischof Eberhard von Dienheim ab 1581 unterstützt wurde. Heinrich Fabricius, als namhafter religiöser Publizist, kam vermutlich infolge der deutschlandweit ausstrahlenden Reformarbeit Andreas Obersteins nach Speyer; auch Oberstein zählte zum Bekanntenkreis des Hl. Petrus Canisius.
1583 gab er eine einbändige, mit einem Heiligenkalender zur spirituellen Nutzung versehene Zusammenfassung der sechsbändigen Hagiographie "De probatis vitis Sanctorum ab Al. Lippomano olim [1551–1560] conscriptis nunc primum emendatis et auctis" (Köln 1570–1576) des Laurentius Surius heraus. Das Werk erlebte bis ins 17. Jahrhundert hinein zahlreiche Auflagen. Er widmete das Werk Fürstbischof Eberhard von Speyer. Die Ausgabe von 1592 trägt auf der Titelrückseite einen Wappenholzschnitt mit dem Wappen Eberhard von Speyers.
Fürstbischof Eberhard von Dienheim hatte durch die bewegten Zeitläufe noch nicht die bischöfliche Weihe erhalten, obwohl er schon längere Zeit amtierte. Am 1. Januar 1584 erhielt er diese Weihe nachträglich in der Schlosskapelle Udenheim (= später Philippsburg), durch den Weihbischof in Mainz unter Assistenz der Mitkonsekratoren Heinrich Fabricius aus Speyer und des Weihbischofs in Trier.
Für das Bistum Speyer erlangte Heinrich Fabricius besondere Bedeutung durch die Vorbereitung des Gesangbuches Alte Catholische Geistliche Kirchengeseng auff die fürnemste Feste. Er erlebte die Publikation des Werkes 1599 zwar nicht mehr, leistete jedoch die wesentliche Vorarbeit der Sammlung und Auswahl des Inhalts. Unter den von Fabricius gesammelten Gesängen findet sich u. a. auch die erste Notenüberlieferung für das deutsche Weihnachtslied „Es ist ein Ros entsprungen“ Wegen seiner historischen Bedeutung ist dieses Gesangbuch 2003 als Faksimile nochmals neu aufgelegt worden.
1580 wollte Heinrich Fabricius „zum besseren Verständnis der Hl. Schriften“ das Heilige Land besuchen, kam aber mit seinem Begleiter, Stiftsherr Nikolaus Breunig, nur bis Rom. 1582 scheint Fabricius kränklich gewesen zu sein, denn er legte im Mai dieses Jahres überraschend sein Amt als Speyerer Domprediger nieder und fuhr 1583 zur Kur am Sauerbrunnen von Bad Schwalbach. 1584 erscheint er wieder als Prediger im Kreuzchor des Domes.

## Werke (Auswahl)
- Kurtze Chronick oder Beschreibung der vornembsten Händel so sich beide in Religions und Weltlichen sachen fast in der gantzen Welt zugetragen, Band 1, Köln 1576 (Digitalisat) mit Vorwort und Widmung von Heinrich Fabricius
- Kurtze Chronick oder Beschreibung der vornembsten Händel so sich beide in Religions und Weltlichen sachen fast in der gantzen Welt zugetragen, Band 2, Köln 1576 (Digitalisat)
- Auszug bewerter Historien der furnemsten Heiligen Gottes durch die zwölf Monat des gantzen Jars/ auß den sechs Tomis Herrn Laurentii Surii Carthusiani seligen/ gezogen/ und zu erbawung Christlicher andacht und Gottseligkeit in ein buch gebracht..., Köln 1583
- Kurtzer Catholischer Catechismus: wie sich desselben die Heilig Rom. und Apostolisch Kyrch, von anfang biß dahero jeder zeit recht gebraucht, Köln, 1570. (Digitalisat)